# Ray McIntire
Otis Ray McIntire (* 24. August 1918 in Gardner (Kansas); † 2. Februar 1996 in Midland (Michigan)) war ein US-amerikanischer Chemieingenieur, der bei Dow Chemical Company arbeitete und dort als Erfinder von extrudiertem Polystyrol-Hartschaum (XPS, unter dem Markennamen Styrofoam) gilt.
McIntire erhielt 1940 einen Bachelor-Abschluss als Chemieingenieur von der University of Kansas und ging dann zur Dow Chemical Company, wo er den Rest seiner Karriere blieb. Er wurde Forschungsdirektor und war später in der Abteilung Risikokapital und Kunden. Bis zu seiner Pensionierung 1981 war er dort Direktor für Technologie und Einkauf.
Als im Zweiten Weltkrieg in den USA ein Bedarf an Kunststoffen zum Beispiel für flexible Isolatoren bestand, entwickelte er bei Dow einen neuen Kunststoff aus Polystyrol und Isobuten (Styrofoam). Das Material dämmte wie Polystyrol, war aber flexibler und viel leichter aufgrund der Blasen aus Isobuten im Polystyrol. 1944 wurde das Verfahren patentiert und als erstes für Auftriebskörper für unsinkbare Rettungsboote der US-Küstenwache verwendet. Bald fand es umfangreiche Verwendung für die Wärmedämmung in Gebäuden. 2008 wurde er in die National Inventors Hall of Fame aufgenommen.
In Deutschland wurde Styropor von Fritz Stastny von der BASF 1949 entwickelt.